# Hendrick van Wintelroy
Hendrick van Wintelroy (circa 1635 - Helmond, 18 september 1697) was een Nederlandse schout.
Van Wintelroy, die de titel van jonkheer droeg, was een zoon van een legerkapitein uit Woudrichem. Hij werd in 1667, na de verbanning van Jan van Gemert, tot schout en secretaris van Deurne benoemd. In 1680 trad hij terug en richtte hij zich op gelijke taken in Asten. Tien jaar later vestigde hij zich in het huis De Wiel in de Kerkstraat te Helmond, waar hij overleed. Zijn weduwe Anna Leonora van Brakel, met wie hij in 1663 te Reusel was getrouwd, overleefde hem 25 jaar. Samen hadden zij 13 kinderen.